# Aranysárga laskagomba
Az aranysárga laskagomba (Pleurotus citrinopileatus) a laskagombafélék családjába tartozó, Távol-Keleten őshonos, termesztett gombafaj.

## Megjelenése
Az aranysárga laskagomba kalapja 2-6,5 cm átmérőjű, alakja kezdetben domború, majd kiterül, közepe gyakran benyomott lesz. Felülete bársonyos, száraz. Színe világossárgától aranybarnáig terjedhet. Húsa vékony, törékeny, fehér színű. Erősen aromás szagú, nyersen kissé kesernyés ízű.
Lemezei sűrűn állók, mélyen lefutók. Színük fehéres. Spórapora halvány rózsaszínű. Spórái hengeresek vagy elliptikusak, áttetszőek, méretük 6-9 x 2-3,5 μm.
Tönkje 2–5 cm magas, 0,2-0,8 cm vastag. Alakja hengeres, sokszor hajlott, a kalaphoz központosan csatlakozik. Színe fehéres.
Hús: vékony, törékeny, fehér, enyhe ízű, erősen aromás.

### Hasonló fajok
A Magyarországon őshonos erestönkű laskagomba hasonlíthat hozzá.  

## Elterjedése és termőhelye
A Távol-Keleten (Kína, Japán, Oroszország távol-keleti része) honos. Világszerte - bár elsősorban Kínában - termesztik. Magyarországon nem őshonos, de termesztésből kivadulva szórványosan előfordulhat. Keményfák (pl. szil) tönkjein, korhadó tuskóin él. Többnyire egyetlen összenőtt bázisból fejlődő nagy csoportban nő. Spóráit a farontó bogarak is terjesztik.
Ehető, jóízű gomba. Oroszország távol-keleti vidékein az egyik legnépszerűbb étkezési gomba. Könnyen termeszthető fűrészporon gabonán, papírhulladékon is, de törékenysége miatt nehezen szállítható. A többi termesztett laskagombához képest nagyobb a hőmérsékletigénye, színének intenzitása függ attól, hogy mennyi napfény érte. Kesernyés íze a főzés során eltűnik.  

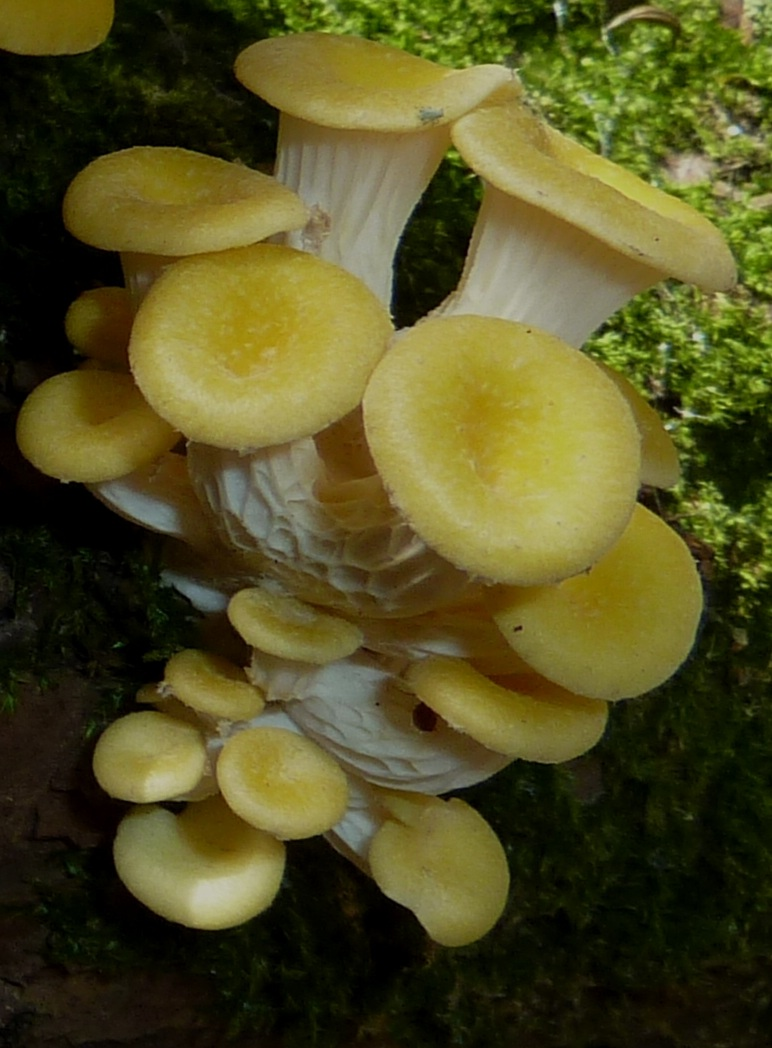
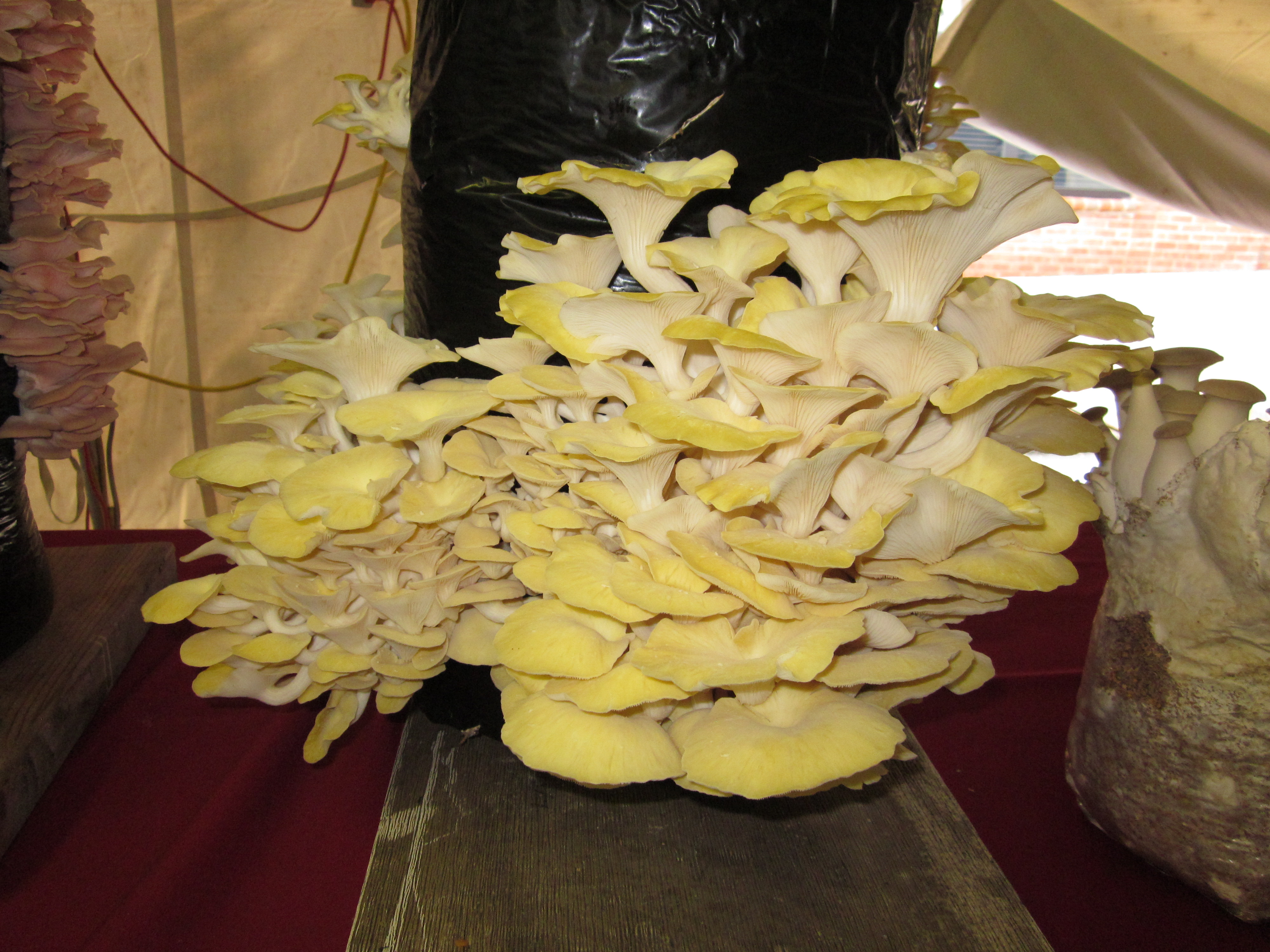
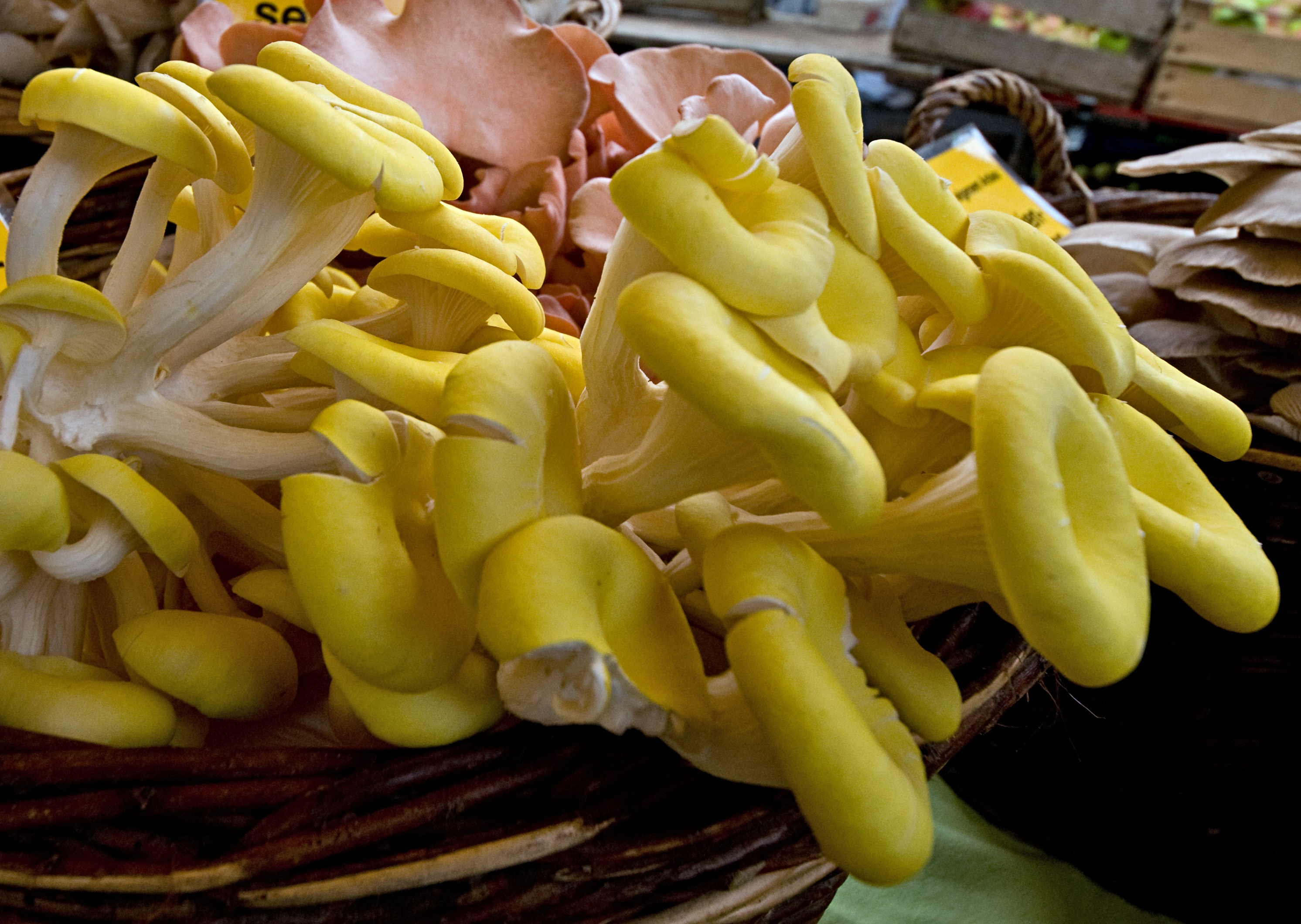
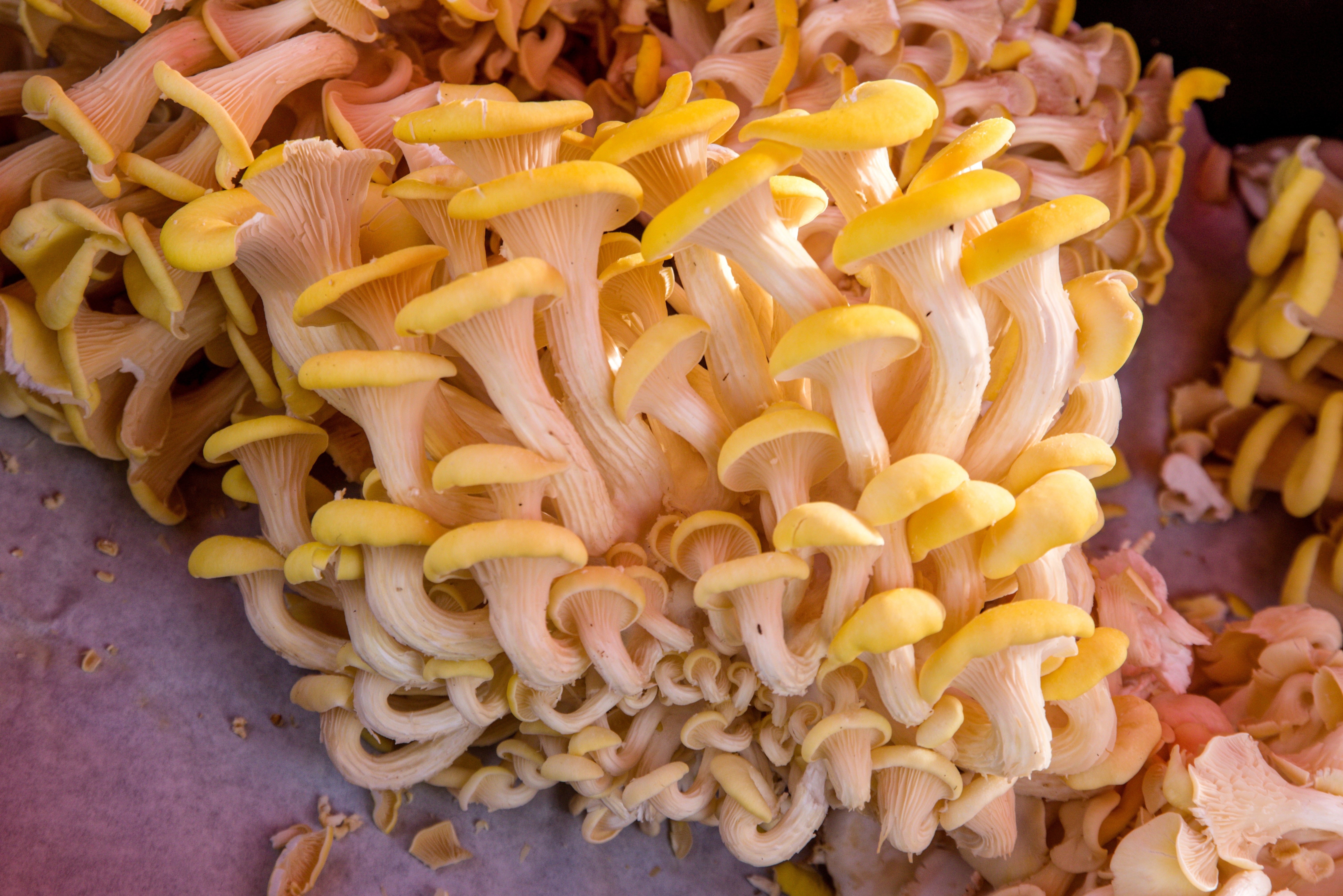